# ニュースペーパー!一発逆転/青空
「ニュースペーパー!一発逆転/青空」は、ザ・ニュースペーパーの1枚目のシングル。2008年11月26日にテイチクエンタテインメントから発売された。

## 収録曲
1. ニュースペーパー!一発逆転
作詞:麻こよみ、作曲:都志見隆
2. 青空
作詞・作曲:紅龍
3. ニュースペーパー!一発逆転 -instrumental-
4. 青空 -instrumental-